# Liste der Staatsoberhäupter 1950
Übersicht
◄◄ | ◄ | 1946 | 1947 | 1948 | 1949 | Liste der Staatsoberhäupter 1950 | 1951 | 1952 | 1953 | 1954 | ► | ►►

Weitere Ereignisse

## Afrika
- Ägypten
  - Staatsoberhaupt: König Faruq (1936–1952)
  - Regierungschef:
    - Ministerpräsident Hussein Sirri Pascha (1940–1942, 1949–12. Januar 1950, 1952)
    - Ministerpräsident Mustafa an-Nahhas Pascha (1928, 1930, 1936–1937, 1942–1944, 12. Januar 1950–1952)

- Äthiopien
  - Staatsoberhaupt: Kaiser Haile Selassie (1930–1974) (1916–1930 Regent, 1936–1941 im Exil)
  - Regierungschef: Ministerpräsident Makonnen Endelkachew (1943–1957)

- Liberia
  - Staats- und Regierungschef: Präsident William S. Tubman (1944–1971)

- Südafrika
  - Staatsoberhaupt: König Georg VI. (1936–1952)
    - Generalgouverneur: Gideon Brand van Zyl (1946–1951)

  - Regierungschef: Ministerpräsident Daniel François Malan (1948–1954)

## Amerika

### Nordamerika
- Kanada
  - Staatsoberhaupt: König Georg VI. (1936–1952)
    - Generalgouverneur: Harold Alexander, 1. Viscount Alexander of Tunis (1946–1952)

  - Regierungschef: Premierminister Louis Saint-Laurent (1948–1957)

- Mexiko
  - Staats- und Regierungschef: Präsident Miguel Alemán Valdés (1946–1952)

- Vereinigte Staaten von Amerika
  - Staats- und Regierungschef: Präsident Harry S. Truman (1945–1953)

### Mittelamerika
- Costa Rica
  - Staats- und Regierungschef: Präsident Otilio Ulate Blanco (1949–1953)

- Dominikanische Republik
  - Staats- und Regierungschef: Präsident Rafael Trujillo (1930–1938, 1942–1952)

- El Salvador
  - Staats- und Regierungschef:
    - Revolutionärer Regierungsrat (1948–14. September 1950)
    - Präsident Óscar Osorio (14. September 1950–1956)

- Guatemala
  - Staats- und Regierungschef: Präsident Juan José Arévalo (1945–1951)

- Haiti
  - Staats- und Regierungschef:
    - Präsident Dumarsais Estimé (1946–10. Mai 1950)
    - Vorsitzender der Regierungsjunta Franck Lavaud (1946, 10. Mai 1956–6. Dezember 1950)
    - Präsident Paul Eugène Magloire (6. Dezember 1950–1956)

- Honduras
  - Staats- und Regierungschef: Präsident Juan Manuel Gálvez (1949–1954)

- Kuba
  - Staatsoberhaupt: Präsident Carlos Prío Socarrás (1948–1952) (1945–1947 Ministerpräsident)
  - Regierungschef:
    - Ministerpräsident Manuel Antonio de Varona (1948–6. Oktober 1950)
    - Ministerpräsident Félix Lancís Sánchez (1944–1945, 6. Oktober 1950–1951)

- Nicaragua
  - Staats- und Regierungschef:
    - Präsident Víctor Manuel Román y Reyes (1947–6. Mai 1950)
    - Präsident Manuel Fernando Zurita (6. Mai 1950–7. Mai 1950) (kommissarisch)
    - Präsident Anastasio Somoza García (1937–1947, 7. Mai 1950–1956)

- Panama
  - Staats- und Regierungschef: Präsident Arnulfo Arias (1940–1941, 1949–1951, 1968)

### Südamerika
- Argentinien
  - Staats- und Regierungschef: Präsident Juan Perón (1946–1955, 1973–1974)

- Bolivien
  - Staats- und Regierungschef: Präsident Mamerto Urriolagoitia Harriague (1949–1951)

- Brasilien
  - Staats- und Regierungschef: Präsident Eurico Gaspar Dutra (1946–1951)

- Chile
  - Staats- und Regierungschef: Präsident Gabriel González Videla (1946–1952)

- Ecuador
  - Staats- und Regierungschef: Präsident Galo Plaza Lasso (1948–1952)

- Kolumbien
  - Staats- und Regierungschef:
    - Präsident Mariano Ospina Pérez (1946–7. August 1950)
    - Präsident Laureano Gómez (7. August 1950–1953)

- Paraguay
  - Staats- und Regierungschef: Präsident Federico Chaves (1949–1954) (bis 1953 kommissarisch)

- Peru
  - Staatsoberhaupt:
    - Vorsitzender der Militärjunta Manuel A. Odría (1948–1. Juni 1950, 1950–1956)
    - Vorsitzender der Militärjunta Zenón Noriega Agüero (1. Juni 1950–28. Juli 1950) (1950–1954 Ministerpräsident)
    - Präsident Manuel A. Odría (1949–1950, 28. Juli 1950–1956)

  - Regierungschef:
    - Ministerpräsident Zenón Noriega Agüero (28. Juli 1950–1954) (1950 Staatsoberhaupt)

- Uruguay
  - Staats- und Regierungschef: Präsident Luis Batlle Berres (1947–1951, 1955–1956)

- Venezuela
  - Staats- und Regierungschef:
    - Präsident Carlos Delgado Chalbaud (1948–13. November 1950)
    - Präsident Germán Suárez Flamerich (13. November 1950–1952)

## Asien

### Ost-, Süd- und Südostasien
- Bhutan
  - Staatsoberhaupt: König Jigme Wangchuk (1926–1952)
  - Regierungschef: Ministerpräsident Sonam Topgay Dorji (1917–1952)

- Burma (ab 1989 Myanmar)
  - Staatsoberhaupt: Präsident Sao Shwe Thaik (1948–1952)
  - Regierungschef: Ministerpräsident U Nu (1948–1956, 1957–1958, 1960–1962)

- Ceylon (ab 1972 Sri Lanka)
  - Staatsoberhaupt: König Georg VI. (1948–1952)
    - Generalgouverneur: Herwald Ramsbotham (1949–1954)

  - Regierungschef: Premierminister Don Stephen Senanayake (1947–1952)

- Republik China (Taiwan)
  - Staatsoberhaupt:
    - Präsident Li Zongren (1949–1. März 1950)
    - Präsident Chiang Kai-shek (1. März 1950–1975) (1928–1931, 1943–1948 Vorsitzender der Nationalregierung Chinas, 1948–1949 Präsident von Nationalchina; 1930–1931, 1935–1938, 1939–1945, 1947 Ministerpräsident von Nationalchina)

  - Regierungschef:
    - Ministerpräsident Yan Xishan (1949–7. März 1950)
    - Ministerpräsident Chen Cheng (8. März 1950–1954, 1958–1963)

- Volksrepublik China
  - Parteichef: Vorsitzender der Kommunistischen Partei Chinas Mao Zedong (1943–1976) (1949–1954 Vorsitzender der zentralen Volksregierung; 1954–1959 Präsident)
  - Staatsoberhaupt: Vorsitzender der zentralen Volksregierung Mao Zedong (1949–1959) (ab 1954 Präsident) (1942–1976 Parteichef)
  - Regierungschef: Ministerpräsident Zhou Enlai (1949–1976)

- Indien (seit 26. Januar 1950 Republik)
  - Staatsoberhaupt:
    - Kaiser Georg VI. (1947–26. Januar 1950)
      - Generalgouverneur C. Rajagopalachari (1948–26. Januar 1950)

    - Präsident Rajendra Prasad (26. Januar 1950–1962)

  - Regierungschef: Premierminister Jawaharlal Nehru (1947–1964)

- Indonesien
  - Staatsoberhaupt: Präsident Sukarno (1945–1967)
  - Regierungschef:
    - Ministerpräsident Mohammad Hatta (1948–16. Januar 1950)
    - Ministerpräsident Abdul Halim (16. Januar 1950–5. September 1950)
    - Ministerpräsident Mohammad Natsir (5. September 1950–1951)

- Japan
  - Staatsoberhaupt: Kaiser Hirohito (1926–1989) (1921–1926 Regent)
  - Regierungschef: Premierminister Shigeru Yoshida (1946–1947, 1948–1954)

- Nordkorea
  - De-facto-Herrscher: Kim Il-sung (1948–1994)
  - Staatsoberhaupt: Vorsitzender des Präsidiums der Obersten Volksversammlung Kim Du-bong (1948–1957)
  - Regierungschef: Ministerpräsident Kim Il-sung (1948–1972)

- Südkorea
  - Staatsoberhaupt: Präsident Rhee Syng-man (1948–1960)
  - Regierungschef:
    - Premierminister Lee Beom-seok (1948–21. April 1950)
    - Premierminister Shin Sung-mo (21. April 1950–23. November 1950) (kommissarisch)
    - Premierminister Chang Myon (23. November 1950–1952, 1960–1961)

- Laos
  - Staatsoberhaupt: König Sisavang Vong (1949–1959), Souveränität einseitig proklamiert
  - Regierungschef: Ministerpräsident Prinz Boun Oum

- Nepal
  - Staatsoberhaupt:
    - König Tribhuvan (1911–7. November 1950, 1951–1955)
    - König Gyanendra (7. November 1950–1951, 2001–2008)

  - Regierungschef: Ministerpräsident Mohan Shamsher Jang Bahadur Rana (1948–1951)

- Pakistan
  - Staatsoberhaupt: König Georg VI. (1948–1952)
    - Generalgouverneur: Khawaja Nazimuddin (1948–1951) (1951–1953 Ministerpräsident)

  - Regierungschef: Ministerpräsident Liaquat Ali Khan (1947–1951)

- Philippinen
  - Staats- und Regierungschef: Präsident Elpidio Quirino (1948–1953)

- Sikkim (unter indischer Suzeränität)
  - Staatsoberhaupt: König Tashi Namgyal (1914–1963)
  - Regierungschef: Dewan John S. Lall (1949–1954)

- Thailand
  - Staatsoberhaupt: König Rama IX. Bhumibol Adulyadej (1946–2016)
  - Regierungschef: Ministerpräsident Plaek Phibunsongkhram (1938–1944, 1948–1957)

- Tibet (7. Oktober 1950 von China besetzt; 1951 von China annektiert)
  - Staats- und Regierungschef: Dalai Lama Tendzin Gyatsho (seit 1935) (17. November 1950 Übernahme der Regierung)
    - Regent: Radreng Rinpoche Tagdrag Ngawang Sungrab Thutob (1941–17. November 1950)

- Nordvietnam
  - Staatsoberhaupt: Präsident Hồ Chí Minh (1945–1969) (1945–1955 Ministerpräsident)
  - Regierungschef: Ministerpräsident Hồ Chí Minh (1945–1955) (1945–1969 Präsident)

- Südvietnam
  - Staatsoberhaupt: Präsident Bảo Đại (1949–1955) (1926–1945 Kaiser von Vietnam; 1949–1950 Ministerpräsident) 
  - Regierungschef:
    - Ministerpräsident Bảo Đại (1949–21. Januar 1950) (1926–1945 Kaiser von Vietnam; 1949–1950 Präsident)
    - Ministerpräsident Nguyễn Phan Long (21. Januar 1951–26. April 1950)
    - Ministerpräsident Trần Văn Hữu (27. April 1950–1952)

### Vorderasien
- Irak
  - Staatsoberhaupt: König Faisal II. (1939–1958)
  - Regierungschef:
    - Ministerpräsident Ali Dschaudat al-Aiyubi (1934–1935, 1949–5. Februar 1950, 1957)
    - Ministerpräsident Tawfiq as-Suwaidi (1929, 1946, 5. Februar 1950–15. September 1950)
    - Ministerpräsident Nuri as-Said (1930–1932, 1938–1940, 1941–1944, 1946–1947, 1949, 15. September 1950–1952, 1954–1957, 1958)

- Iran
  - Staatsoberhaupt: Schah Mohammad Reza Pahlavi (1941–1979)
  - Regierungschef:
    - Ministerpräsident Mohammad Sa'ed Maraghei (1944, 1948–23. März 1950)
    - Ministerpräsident Radschab Ali Mansur (1940–1941, 23. März 1950–26. Juni 1950)
    - Ministerpräsident Ali Razmara (26. Juni 1950–1951)

- Israel
  - Staatsoberhaupt: Präsident Chaim Weizmann (1948–1952)
  - Regierungschef: Ministerpräsident David Ben-Gurion (1948–1953, 1955–1963)

- Jemen
  - Herrscher: König Ahmad ibn Yahya (1948–1955, 1955–1962)
  - Regierungschef: Ministerpräsident Hassan ibn Yahya (1948–1955)

- Jordanien
  - Staatsoberhaupt: König Abdallah ibn Husain I. (1946–1951)
  - Regierungschef:
    - Ministerpräsident Tawfiq Abu l-Huda (1938–1944, 1947–12. April 1950, 1951–1953, 1954–1955)
    - Ministerpräsident Saʿid al-Mufti (12. April 1950–4. Dezember 1950, 1955, 1956)
    - Ministerpräsident Samir ar-Rifaʿi (1944–1945, 1947, 4. Dezember 1950–1951, 1956, 1958–1959, 1963)

- Libanon
  - Staatsoberhaupt: Präsident Béchara el-Khoury (1943, 1943–1952) (1927–1928, 1929 Ministerpräsident)
  - Regierungschef: Ministerpräsident Riad as-Solh (1943–1945, 1946–1951)

- Oman (1891–1971 britisches Protektorat)
  - Herrscher: Sultan Said ibn Taimur (1932–1970)

- Saudi-Arabien
  - Staats- und Regierungschef: König Abd al-Aziz ibn Saud (1932–1953)

- Syrien
  - Staatsoberhaupt: Präsident Haschim Chalid al-Atassi (1936–1939, 1949–1951, 1954–1955) (1920, 1949 Ministerpräsident)
  - Regierungschef:
    - Ministerpräsident Chalid al-Azm (1941, 1946, 1948–1949, 1949–4. Juni 1950, 1951, 1962–1963)
    - Ministerpräsident Nazim al-Qudsi (1949, 4. Juni 1950–1951) (1961–1963 Präsident)

- Türkei
  - Staatsoberhaupt:
    - Präsident İsmet İnönü (1938–22. Mai 1950) (1923–1924, 1925–1937 Ministerpräsident)
    - Präsident Celâl Bayar (22. Mai 1950–1960) (1937–1939 Ministerpräsident)

  - Regierungschef:
    - Ministerpräsident Şemsettin Günaltay (1949–22. Mai 1950)
    - Ministerpräsident Adnan Menderes (22. Mai 1950–1960)

### Zentralasien
- Afghanistan
  - Staatsoberhaupt: König Mohammed Sahir Schah (1933–1973)
  - Regierungschef: Ministerpräsident Sardar Schah Mahmud Khan (1946–1953)

- Mongolei
  - Staatsoberhaupt: Vorsitzender des Großen Volks-Churals Gontschigiin Bumtsend (1940–1953)
  - Regierungschef: Vorsitzender des Ministerrates Chorloogiin Tschoibalsan (1939–1952) (1939–1940 Vorsitzender des Kleinen Staats-Churals)

## Australien und Ozeanien
- Australien
  - Staatsoberhaupt: König Georg VI. (1936–1952)
    - Generalgouverneur: William McKell (1947–1953)

  - Regierungschef: Premierminister Robert Menzies (1939–1941, 1949–1966)

- Neuseeland
  - Staatsoberhaupt: König Georg VI. (1936–1952)
    - Generalgouverneur: Bernard Freyberg (1946–1952)

  - Regierungschef: Premierminister Sidney Holland (1949–1957)

## Europa
- Albanien
  - Parteichef: Generalsekretär der albanischen Arbeiterpartei Enver Hoxha (1948–1985) (ab 1954 1. Sekretär) (1946–1954 Ministerpräsident)
  - Staatsoberhaupt: Vorsitzender des Präsidiums der Volksversammlung Omer Nishani (1946–1953)
  - Regierungschef: Ministerpräsident Enver Hoxha (1946–1954) (1941–1985 Parteichef)

- Andorra
  - Co-Fürsten:
    - Staatspräsident von Frankreich: Vincent Auriol (1947–1954)
    - Bischof von Urgell: Ramon Iglésias Navarri (1943–1969)

- Belgien
  - Staatsoberhaupt: König Leopold III. (1934–1951) (1940–1945 in deutscher Gefangenschaft, 1945–22. Juli 1950 im Schweizer Exil)
    - Regent:
      - Prinz Karl (1944–20. Juli 1950)
      - Prinz Baudoin (11. August 1950–1951) (1951–1993 König)

  - Regierungschef:
    - Ministerpräsident Gaston Eyskens (1949–8. Juni 1950, 1958–1961, 1968–1973)
    - Ministerpräsident Jean Duvieusart (8. Juni–15. August 1950)
    - Ministerpräsident Joseph Pholien (15. August 1950–1952)

- Bulgarien
  - Parteichef:
    - Generalsekretär der Bulgarischen Kommunistischen Partei Wassil Kolarow (1949–1950) (1946–1947 Vorsitzender des provisorischen Präsidiums; 1949–1950 Ministerpräsident)
    - Generalsekretär der Bulgarischen Kommunistischen Partei Walko Tscherwenkow (1949–1954) (1950–1956 Ministerpräsident)

  - Staatsoberhaupt:
    - Vorsitzender des Präsidiums der Nationalversammlung Mintscho Nejtschew (1947–27. Mai 1950)
    - Vorsitzender des Präsidiums der Nationalversammlung Georgi Damjanow (27. Mai 1950–1958)

  - Regierungschef:
    - Vorsitzender des Ministerrats Wassil Kolarow (1949–23. Januar 1950) (1949–1950 Parteichef; 1946–1947 Vorsitzender des provisorischen Präsidiums)
    - Vorsitzender des Ministerrats Wulko Tscherwenkow (23. Januar 1950–1956) (kommissarisch bis 1. Februar 1950) (1950–1954 Parteichef)

- Dänemark
  - Staatsoberhaupt: König Friedrich IX. (1947–1972)
  - Regierungschef:
    - Ministerpräsident Hans Hedtoft (1947–30. Oktober 1950, 1953–1955)
    - Ministerpräsident Erik Eriksen (30. Oktober 1950–1953)

  - Färöer (politisch selbstverwalteter und autonomer Bestandteil des Königreichs Dänemark)
    - Vertreter der dänischen Regierung: Reichsombudsmann Cai A. Vagn-Hansen (1948–1954)
    - Regierungschef:
      - Ministerpräsident Andrass Samuelsen (1948–15. Dezember 1950)
      - Ministerpräsident Kristian Djurhuus (15. Dezember 1950–1959, 1968–1970)

- Bundesrepublik Deutschland (1949–1955 unter Besatzungsrecht)
  - Staatsoberhaupt: Bundespräsident Theodor Heuss (1949–1959)
  - Regierungschef: Bundeskanzler Konrad Adenauer (1949–1963)

- Deutsche Demokratische Republik
  - Parteichef:
    - Vorsitzender der SED Wilhelm Pieck (1946–25. Juli 1950) (1949–1960 Präsident)
    - Vorsitzender der SED Otto Grotewohl (1946–25. Juli 1950) (1949–1964 Ministerpräsident)
    - Generalsekretär des ZK der SED Walter Ulbricht (25. Juli 1950–1971) (1960–1973 Staatsratsvorsitzender)

  - Staatsoberhaupt: Präsident Wilhelm Pieck (1949–1960) (1946–1950 Parteichef)
  - Regierungschef: Ministerpräsident Otto Grotewohl (1949–1964) (1946–1950 Parteichef)

- Finnland
  - Staatsoberhaupt: Präsident Juho Kusti Paasikivi (1946–1956)
  - Regierungschef:
    - Ministerpräsident Karl-August Fagerholm (1948–17. März 1950, 1956–1957, 1958–1959)
    - Ministerpräsident Urho Kekkonen (17. März 1950–1953, 1954–1956) (1956–1982 Präsident)

- Frankreich
  - Staatsoberhaupt: Präsident Vincent Auriol (1947–1954)
  - Regierungschef:
    - Präsident des Ministerrats Georges Bidault (1949–2. Juli 1950)
    - Präsident des Ministerrats Henri Queuille (1948–1949, 2. Juli 1950–12. Juli 1950, 1951)
    - Präsident des Ministerrats René Pleven (12. Juli 1950–1951, 1951–1952)

- Griechenland
  - Staatsoberhaupt: König Paul (1947–1964)
  - Regierungschef:
    - Ministerpräsident Alexandros Diomidis (1949 – 6. Januar 1950)
    - Ministerpräsident Ioannis Theotokis (6. Januar 1950 – 23. März 1950)
    - Ministerpräsident Sophoklis Venizelos (1944, 23. März – 15. April 1950, 21. August 1950 – 1951)
    - Ministerpräsident Nikolaos Plastiras (1945, 15. April – 21. August 1950, 1951–1952)
    - Ministerpräsident Sophoklis Venizelos (1944, 23. März – 15. April 1950, 21. August 1950 – 1951)

- Irland
  - Staatsoberhaupt: Präsident Seán Ó Ceallaigh (1945–1959)
  - Regierungschef: Taoiseach John A. Costello (1948–1951, 1954–1957)

- Island
  - Staatsoberhaupt: Präsident Sveinn Björnsson (1944–1952)
  - Regierungschef:
    - Ministerpräsident Ólafur Thors (1944–1947, 1949–14. März 1950, 1953–1956, 1959–1963)
    - Ministerpräsident Steingrímur Steinþórsson (14. März 1950–1953)

- Italien
  - Staatsoberhaupt: Präsident Luigi Einaudi (1948–1955)
  - Regierungschef: Ministerpräsident Alcide De Gasperi (1945–1953)

- Jugoslawien
  - Staatsoberhaupt: Präsident Ivan Ribar (1945–1953)
  - Regierungschef: Ministerpräsident Josip Broz Tito (1945–1963) (1953–1980 Präsident)

- Kanalinseln[1]
  - Guernsey
    - Staats- und Regierungschef: Herzog Georg VI. (1936–1952)
      - Vizegouverneur: Philip Neame (1945–1953)

  - Jersey
    - Staats- und Regierungschef: Herzog Georg VI. (1936–1952)
      - Vizegouverneur: Arthur Edward Grassett (1945–1953)

- Liechtenstein
  - Staatsoberhaupt: Fürst Franz Josef II. (1938–1989)
  - Regierungschef: Alexander Frick (1945–1962)

- Luxemburg
  - Staatsoberhaupt: Großherzogin Charlotte (1919–1964) (1940–1945 im britischen Exil)
  - Regierungschef: Ministerpräsident Pierre Dupong (1937–1953)

- Isle of Man[1]
  - Staatsoberhaupt: Lord of Mann Georg VI. (1936–1952)
    - Vizegouverneur: Geoffrey Rhodes Bromet (1945–1952)

- Monaco
  - Staatsoberhaupt: Fürst Rainier III. (1949–2005)
    - Regierungschef:
      - Staatsminister Jacques Rueff (1949–1. August 1950)
      - Staatsminister Pierre Voizard (1. August 1950–1953)

- Niederlande
  - Staatsoberhaupt: Königin Juliana (1948–1980)
  - Regierungschef: Ministerpräsident Willem Drees (1948–1958)

- Norwegen
  - Staatsoberhaupt: König Haakon VII. (1905–1957) (1940–1945 im britischen Exil)
  - Regierungschef: Ministerpräsident Einar Gerhardsen (1945–1951, 1955–1963, 1963–1965)

- Österreich (1945–1955 unter Besatzungsrecht)
  - Staatsoberhaupt: Bundespräsident Karl Renner (1945–31. Dezember 1950) (1918–1920 Bundeskanzler)
  - Regierungschef: Bundeskanzler Leopold Figl (1945–1953)

- Polen
  - Parteichef: Generalsekretär Bolesław Bierut (1948–1956) (1944–1947 Präsident des Landesnationalrates, 1947–1952 Präsident, 1952–1954 Ministerpräsident)
  - Staatsoberhaupt: Präsident Bolesław Bierut (1944–1952) (1944–1947 Präsident des Landesnationalrates, 1952–1954 Ministerpräsident, 1948–1956 Parteichef)
  - Regierungschef: Ministerpräsident Józef Cyrankiewicz (1947–1952, 1954–1970) (1970–1972 Staatsratsvorsitzender)

- Portugal
  - Staatsoberhaupt: Präsident António Óscar de Fragoso Carmona (1925–1951)
  - Regierungschef: Vorsitzender des Ministerrats António de Oliveira Salazar (1932–1968)

- Rumänien
  - Parteichef: Generalsekretär Gheorghe Gheorghiu-Dej (1945–1954, 1955–1965) (1952–1954 Ministerpräsident) (1961–1965 Staatsoberhaupt)
  - Staatsoberhaupt: Präsident des Präsidiums der Nationalversammlung Constantin Ion Parhon (1947–1952)
  - Regierungschef: Ministerpräsident Petru Groza (1945–1952)

- San Marino
  - Staatsoberhaupt: Capitani Reggenti:
    - Vincenzo Pedini (1946, 1. Oktober 1949–1. April 1950, 1953) und  Agostino Biordi (1. Oktober 1949–1. April 1950, 1959, 1962–1963)
    - Giuseppe Forcellini (1946, 1. April 1950–1. Oktober 1950, 1954, 1959–1960) und Primo Taddei (1. April 1950–1. Oktober 1950)
    - Marino Della Balda (1921, 1943–1944, 1947, 1. Oktober 1950–1. April 1951) und Luigi Montironi (1946–1947, 1. Oktober 1950–1. April 1951, 1954–1955)

  - Regierungschef: Außenminister Gino Giancomini (1945–1957)

- Schweden
  - Staatsoberhaupt:
    - König Gustav V. (1907–29. Oktober 1950)
    - König Gustav VI. Adolf (29. Oktober 1950–1973)

  - Regierungschef: Ministerpräsident Tage Erlander (1946–1969)

- Schweiz[2]
  - Bundespräsident Max Petitpierre (1. Januar 1950–31. Dezember 1950, 1955, 1960)
  - Bundesrat:
    - Philipp Etter (1934–1959)
    - Enrico Celio (1940–15. Oktober 1950)
    - Karl Kobelt (1941–1954)
    - Eduard von Steiger (1941–1951)
    - Ernst Nobs (1944–1951)
    - Max Petitpierre (1945–1961)
    - Rodolphe Rubattel (1948–1954)
    - Josef Escher (15. Oktober 1950–1954)

- Sowjetunion
  - Parteichef: Generalsekretär der KPdSU Josef Stalin (1922–1953)
  - Staatsoberhaupt: Vorsitzender des Präsidiums des obersten Sowjets Nikolai Schwernik (1946–1953)
  - Regierungschef: Vorsitzender des Ministerrats Josef Stalin (1941–1953)

- Spanien
  - Staats- und Regierungschef: Caudillo Francisco Franco (1939–1975)

- Tschechoslowakei
  - Parteichef: Vorsitzender Klement Gottwald (1929–1953) (1946–1948 Ministerpräsident, 1948–1953 Präsident)
  - Staatsoberhaupt: Präsident Klement Gottwald (1948–1953) (1946–1948 Ministerpräsident, 1929–1953 Vorsitzender der KPČ)
  - Regierungschef: Ministerpräsident Antonín Zápotocký (1948–1953) (1953–1957 Präsident)

- Ungarn
  - Parteichef: Generalsekretär der Partei der Ungarischen Werktätigen Mátyás Rákosi (1945–1956) (1946, 1947, 1952–1953 Ministerpräsident)
  - Staatsoberhaupt:
    - Vorsitzender des Präsidentschaftsrats Árpád Szakasits (1948–26. April 1950)
    - Vorsitzender des Präsidentschaftsrats Sándor Rónai (26. April 1950–1952)

  - Regierungschef: Ministerpräsident István Dobi (1948–1952) (1952–1957 Präsident)

- Vatikanstadt
  - Staatsoberhaupt: Papst Pius XII. (1939–1958)

- Vereinigtes Königreich
  - Staatsoberhaupt: König Georg VI. (1936–1952)
  - Regierungschef: Premierminister Clement Attlee (1945–1951)